# Bellizinca scoti
Bellizinca scoti är en måreväxtart som först beskrevs av Joseph Harold Kirkbride, och fick sitt nu gällande namn av Attila L. Borhidi. Bellizinca scoti ingår i släktet Bellizinca och familjen måreväxter. Inga underarter finns listade i Catalogue of Life.